# Pamiętniki hrabiego Monte Christo
Pamiętniki hrabiego Monte Christo (fr. Mémoires de Monte-Cristo) – wydana w 1994 roku powieść François Taillandiera, sequel Hrabiego Monte Christo Aleksandra Dumasa ojca.

## Treść
Alfons de Beauchamp podróżuje po Europie. W czasie karnawału spotyka się ze swoim znajomym, Franzem d’Epinay oraz Albertem de Morcerf. Nawiązują wówczas znajomość z hrabią Monte Christo. Po kilku latach, w roku 1856, Alfons znów spotyka się z Frazem. Interesuje go upadek hrabiego Fernanda de Morcerf, barona Danglars i prokuratora Gerarda de Villefort. Według Franza jest to spowodowane działaniem hrabiego Monte Christo. Alfons postanawia to zbadać. Jedzie w podróż i spotyka samego hrabiego. Zamieszkuje na kilka tygodni w jego rezydencji, gdzie zastaje poślubionych Alberta de Morcerf i Hayde. Hrabia rozmawia z Alfonsem, a także dyktuje mu swój pamiętnik. Alfons uzupełnia pamiętnik notatkami księżniczki Hayde, która opisuje życie uczuciowe hrabiego. Wynika z nich, że Monte Christo świadomie szukał nieszczęścia w miłości, wdał się w romans z artystką operową, a po pewnym czasie ją opuścił.
Praca nad pamiętnikami jest prawie ukończona, hrabia jednak wybiera się w podróż po Kaukazie. Alfons więc wyjeżdża i znów rozmawia z Franzem d’Epinay o hrabim Monte Christo. Dochodzą do wniosku, że to postać tragiczna. Mówią też o dalszych losach hrabiego. Okazuje się, że w 1857 roku hrabia, prowadząc działalność na Kaukazie, został zaatakowany przez ludzi opłaconych przez Danglarsa. Alfons na końcu powieści opisuje pogrzeb hrabiego Monte Christo. Zjawili się na nim jedynie Hayde, Albert, Jacopo i Alfons. Potem zjawiła się również Mercedes. Edmund Dantes został pochowany obok swojego ojca, Ludwika Dantesa.

## Różnice z powieścią Dumasa
Powieść ta różni się znacznie od oryginału Aleksandra Dumasa, wprowadza wiele zmian w życiu bohaterów:
- Miłość uwieńczona ślubem pomiędzy Albertem de Morcef a Hayde.
- Edmund znał się z Fernandem od dawna, w powieści Dumasa zaś dopiero się poznali.
- Faria udaje, że jest chory, by Edmund podał mu lek, który w rzeczywistości był trucizną. W ten sposób umożliwia mu ucieczkę z więzienia.
- Edmund wie, iż trupy w zamku If chowa się w morzu.
- Bertuccio pojawia się tylko marginalnie, nie odgrywając takiej roli jak w powieści Dumasa.
- Villefort wiedział o tym, że Benedetto jest jego nieślubnym synem i wynajmuje Cadrousse'a, by zabił chłopaka.
- Pominięty jest wątek trucicielstwa Heloizy de Villefort.
- „Faraon” nie tonie, lecz zostanie pochwycony przez piratów i dopiero hrabia Monte Christo wykupuje go z ich rąk.
- Hrabia Monte Christo w inny sposób niż w powieści Dumasa pozyskuje sobie przyjaźń Luigiego Vampy - tutaj porywa gwałciciela i mordercę jego ukochanej, w powieści Dumasa uwalnia z więzienia zbója Peppina